# Orthosia ussuriana
Orthosia ussuriana är en sibirisk fjärilsart som beskrevs av Vladimir S. Kononenko 1988. Arten ingår i släktet Orthosia och familjen nattflyn. Typlokalen är Gornotayozhnoye i Ussuriregionen i Primorje kraj, Ryssland.